# Preverjena (sura)
Preverjena (arabsko Al-Mumtahina) je 60. sura (poglavje) v Koranu, ki jo sestavlja 13 ajatov (verzov). Je medinska sura.
Med opravljanjem molitve (salata oz. namaza) pri tej suri verniki opravijo 2 ruku'ja (priklona).